# 丽江虎耳草
丽江虎耳草（学名：Saxifraga likiangensis）为虎耳草科虎耳草属下的一个种。

## 扩展阅读
維基物種上的相關：丽江虎耳草